# Бордж (Марказі)
Бордж (перс. برج) — село в Ірані, у дегестані Астане, у Центральному бахші, шагрестані Шазанд остану Марказі. За даними перепису 2006 року, його населення становило 203 особи, що проживали у складі 50 сімей.

## Клімат
Середня річна температура становить 9,84 °C, середня максимальна – 28,32 °C, а середня мінімальна – -12,03 °C. Середня річна кількість опадів – 272 мм.
| Клімат поселення                              | Клімат поселення | Клімат поселення | Клімат поселення | Клімат поселення | Клімат поселення | Клімат поселення | Клімат поселення | Клімат поселення | Клімат поселення | Клімат поселення | Клімат поселення | Клімат поселення | Клімат поселення |
| Показник                                      | Січ.             | Лют.             | Бер.             | Квіт.            | Трав.            | Черв.            | Лип.             | Серп.            | Вер.             | Жовт.            | Лист.            | Груд.            |                  |
| Середній максимум, °C                         | 4,32             | 6,37             | 9,84             | 16,62            | 21,97            | 26,96            | 28,32            | 28,23            | 23,60            | 17,67            | 11,17            | 5,87             |                  |
| Середня температура, °C                       | −3,86            | −1,82            | 1,67             | 8,43             | 13,77            | 18,78            | 22,71            | 22,62            | 17,99            | 12,04            | 5,56             | 0,25             |                  |
| Середній мінімум, °C                          | −12,03           | −10,01           | −6,52            | 0,25             | 5,59             | 10,59            | 17,08            | 17,00            | 12,36            | 6,42             | −0,06            | −5,37            |                  |
| Норма опадів, мм                              | 41               | 39               | 51               | 37               | 30               | 5                | 1                | 1                | 0                | 6                | 25               | 36               |                  |
| Середньомісячна швидкість вітру, м/с          | 1.46             | 2.38             | 2.74             | 2.84             | 2.40             | 2.16             | 2.07             | 2.01             | 2.10             | 1.89             | 1.70             | 1.69             |                  |
| Середньомісячна сонячна радіація, кДж/м²·день | 9503             | 12554            | 15220            | 18456            | 22468            | 26998            | 25916            | 24292            | 21500            | 16068            | 11207            | 9129             |                  |
| --------------------------------------------- | ---------------- | ---------------- | ---------------- | ---------------- | ---------------- | ---------------- | ---------------- | ---------------- | ---------------- | ---------------- | ---------------- | ---------------- | ---------------- |
| Джерело:                                      |                  |                  |                  |                  |                  |                  |                  |                  |                  |                  |                  |                  |                  |